# Faramea papirifolia
Faramea papirifolia är en måreväxtart som först beskrevs av Paul Carpenter Standley och Julian Alfred Steyermark, och fick sitt nu gällande namn av Charlotte M. Taylor. Faramea papirifolia ingår i släktet Faramea och familjen måreväxter. Inga underarter finns listade i Catalogue of Life.